# DayZ
DayZ (prononcé /ˈdeɪ.zi/) est un mod de jeu vidéo publié durant l'été 2013 basé sur le jeu ARMA II, une simulation militaire développée par Bohemia Interactive. Il s'agit d'un simulateur de survie dans un monde « post-apocalyptique-zombie » conçu par le game designer néo-zélandais Dean « Rocket » Hall. Devant le succès du mod, Bohemia Interactive a recruté Dean Hall dans le but de commercialiser une version standalone du jeu. Le titre est réputé pour son développement lent et tumultueux, notamment dû à la nécessité de développer un nouveau moteur de jeu. Sorti en version alpha le 16 décembre 2013 via le système d'accès anticipé de la plateforme Steam, le jeu a quitté ce statut cinq ans plus tard, le 13 décembre 2018, date de sortie de la version 1.0. DayZ a rapidement connu un succès important et s'est vendu à 1 million de copies un mois après sa sortie en version alpha. Le jeu a, depuis sa sortie, été vendu à plus de 4 millions d'exemplaires.
Le jeu place le joueur dans la République post-soviétique fictive de Chernarus, où une épidémie mystérieuse a transformé la plupart de la population en êtres infectés agressifs. En tant qu'individu résistant à la maladie, le joueur doit parcourir Chernarus pour récupérer de la nourriture, de l'eau, des armes et des médicaments : autant d'éléments indispensables à sa survie. Cette quête est complexifiée par le caractère offensif et létal des infectés qu'il est donc nécessaire d'esquiver voire de tuer. Il est possible de coopérer avec les autres joueurs, mais également de les éviter ou de les éliminer.
Les cinq ans de développement ont été axés sur la refonte des différentes briques du moteur de jeu (moteur graphique, moteur sonore, moteur de script et moteur d'animation), le développement d'une architecture client-serveur fonctionnelle et l'introduction de nouvelles fonctionnalités telles que les maladies, un meilleur système d'inventaire et un anti-triche efficace.
Lors de la Gamescom 2014, la version PlayStation 4 du jeu a été annoncé et il en fût de même pour la version Xbox One lors de l'E3 2015. Les deux versions sont respectivement sorties le 28 mai 2019 et le 27 mars 2019.

## Système de jeu
Le but de DayZ est de rester en vie et en bonne santé en faisant face aux infectés qui évoluent dans l'environnement du jeu. L'une des principales caractéristiques du jeu est que le personnage du joueur ne possède qu'une seule et unique vie. Une fois mort, le joueur doit donc recommencer une partie avec un nouvel avatar. Tout le matériel accumulé jusqu'alors est laissé sur le défunt et il revient au joueur, s'il le souhaite, de retrouver son cadavre pour récupérer son équipement.
Le joueur commence avec des vêtements basiques, un peu de nourriture ainsi qu'un bandage et doit explorer Chernarus, un État post-soviétique fictif dans lequel les habitants ayant contracté un virus ont été transformés en infectés. Il doit visiter des points d'intérêt tels que des villes, villages, fermes et bases militaires pour y trouver de l'eau, de la nourriture, des armes, des munitions, des médicaments et de l'équipement qui l'aideront à survivre. Le matériel trouvé n'est pas toujours utile ou utilisable directement par le joueur (munitions inadaptées, chargeurs vides, boîte de conserve nécessitant un ouvre boîte...). Pour subvenir à leurs besoins vitaux, les joueurs peuvent aussi chasser des animaux et cultiver des légumes pour ensuite les cuisiner.
Le personnage est régi par des statistiques : la quantité de sang, les points de vie, le niveau de faim, le niveau de soif et la température corporelle. Un joueur qui a faim, soif ou qui a trop froid verra son sang et ses points de vie baisser jusqu'à mener à la mort.
Tout en voyageant, les joueurs peuvent trouver divers approvisionnements médicaux aidant à faire face aux dangers de l'environnement. Des maladies telles que le choléra, la dysenterie et l'hépatite peuvent être transmises en ingérant de l'eau polluée, des aliments avariés ou en étant au contact d'autres malades et doivent être soignées avec les médicaments appropriés. Si un joueur est blessé par un élément externe comme une balle de fusil, ses objets peuvent être endommagés selon la zone du corps touchée. Le joueur peut également se mettre à saigner et doit être bandé rapidement pour minimiser la perte de sang qui peut mener à une perte de conscience, voire la mort.
Les joueurs peuvent trouver plusieurs types de vêtements qui donnent non seulement au joueur la possibilité de personnaliser leur apparence, mais viennent aussi augmenter la chaleur corporelle et étendre l'espace de stockage de l'inventaire. Différentes armes sont de la même façon dispersées sur la carte, permettant aux joueurs de se protéger des infectés, de la faune ou des autres joueurs. Ces armes à feu ou de corps à corps peuvent être améliorées avec des accessoires tels que des bipieds et des lunettes télescopiques et peuvent s'enrayer lorsqu'elles sont en mauvais état (chargeurs et munitions compris).
En plus des infectés, le joueur rencontre aussi d'autres survivants : cependant, chaque joueur est seul et n'a pas d'alliés « par défaut ». La rareté des ressources qu'un joueur peut transporter entraine certains joueurs appelés « bandits » à tuer les autres survivants pour voler leur équipement, tandis que ceux prêts à aider les autres sont appelés « héros ». L'interaction entre joueurs est une partie importante du gameplay de DayZ qui comporte donc une communication vocale ainsi qu'un chat textuel de proximité. DayZ fournit également des animations de personnage permettant par exemple de saluer un autre joueur ou de pointer du doigt. Les joueurs parvenant à récupérer l'équipement nécessaire pourront également utiliser des radios, rendant possible la communication à plus longue portée.
La construction de bases est aussi un élément important du système de jeu. Construites à partir de palissades en bois, les joueurs peuvent y conserver leurs objets dans des tentes ou des barils et les protéger avec des systèmes de sécurité (cadenas) ou des pièges (mines, pièges à ours...).
Le jeu dispose aussi de plusieurs véhicules inspirés de ceux que l'on peut trouver en Europe de l'Est. Ils apparaissent de façon aléatoire dans les différentes villes du jeu et nécessitent souvent d'être réparées pour fonctionner. Il est aussi nécessaire de remplir le réservoir d'essence pour que le moteur puisse démarrer.

### Armes à feu du jeu
Le jeu propose au joueur de nombreuses armes à feu inspirées d'armes réelles. Pour une raison non dévoilée par les développeurs, le nom original des armes a été légèrement modifié lors de la sortie de la version 1.0 du jeu.
| Nom fictif           | Nom réel                            | Type                 | Type de munition utilisé dans le jeu | Version d'implémentation |
| -------------------- | ----------------------------------- | -------------------- | ------------------------------------ | ------------------------ |
| Arbalète             | Arbalète                            | Arme de trait        | Carreau d'arbalète                   | 1.21                     |
| IJ-70                | Makarov PM                          | Pistolet             | .380 ACP                             | 1.0                      |
| CR-75                | CZ 75                               | Pistolet             | 9x19mm                               | 1.0                      |
| FX-45                | FN FNX-45 (en)                      | Pistolet             | .45 ACP                              | 1.0                      |
| MKII                 | Ruger Standard MK II Amphibian "S"  | Pistolet             | .22 Long Rifle                       | 1.05                     |
| Mlock-91             | Glock 19                            | Pistolet             | 9x19mm                               | 1.05                     |
| Kolt 1911            | Colt M1911                          | Pistolet             | .45 ACP                              | 1.06                     |
| Magnum               | Colt Python                         | Pistolet             | .357 Magnum                          | 1.09                     |
| Deagle               | Desert Eagle                        | Pistolet             | .357 Magnum                          | 1.09                     |
| Pistolet de détresse | Pistolet de détresse                | Pistolet             |                                      | 1.10                     |
| Longhorn             | Thompson/Center Contender           | Pistolet             | .308 Win                             | 1.17                     |
| P1                   | Walther P1                          | Pistolet             | 9x19mm                               | 1.17                     |
| Derringer            | Remington Model 95 Double Derringer | Pistolet             | .357 Magnum                          | 1.18                     |
| BK-133               | Baikal MP-133                       | Fusil à pompe        | Calibre 12                           | 1.0                      |
| BK-43                | IZh-43 (en)                         | Fusil à pompe        | Calibre 12                           | 1.06                     |
| Vaiga                | Saiga-12                            | Fusil à pompe        | Calibre 12                           | 1.06                     |
| BK-12                | IZh-12 (en)                         | Fusil à pompe        | Calibre 12                           | 1.19                     |
| CR-61 Skorpion       | Skorpion VZ64                       | Pistolet-mitrailleur | .380 ACP                             | 1.0                      |
| SG5-K                | HK MP5K                             | Pistolet-mitrailleur | 9x19mm                               | 1.0                      |
| USG-45               | HK UMP45                            | Pistolet-mitrailleur | .45 ACP                              | 1.0                      |
| Bizon                | PP-19 Bizon                         | Pistolet-mitrailleur | .380 ACP                             | 1.16                     |
| BK-18                | IZh-18 (en)                         | Fusil                | 7,62x39mm                            | 1.0                      |
| Mosin 91/30          | Mosin–Nagant modèle 1891/30         | Fusil                | 7,62x54mm R                          | 1.0                      |
| CR-527               | CZ 527 (en)                         | Fusil                | 7,62x39mm                            | 1.01                     |
| SK 59/66             | SKS                                 | Fusil                | 7,62x39mm                            | 1.01                     |
| M70 Tundra           | Winchester modèle 70                | Fusil                | .308 Win                             | 1.02                     |
| Blaze                | Blaser B97                          | Fusil                | .308 Win                             | 1.06                     |
| Repeater             | Winchester modèle 1892              | Fusil                | .357 Magnum                          | 1.07                     |
| Sporter 22           | Ruger 10/22                         | Fusil                | .22 Long Rifle                       | 1.08                     |
| CR-550 Savanna       | CZ 550 (en)                         | Fusil                | .308 Win                             | 1.17                     |
| DMR                  | Designated Marksman Rifle           | Fusil                | .308 Win                             | 1.23                     |
| M4-A1                | Colt M4A1                           | Fusil d'assaut       | 5,56x45mm                            | 1.0                      |
| KA-M                 | AKM                                 | Fusil d'assaut       | 7,62x39mm                            | 1.0                      |
| LAR                  | FN FAL                              | Fusil d'assaut       | .308 Win                             | 1.02                     |
| KA-101               | AK-101                              | Fusil d'assaut       | 5,56x45mm                            | 1.04                     |
| KA-74                | AK-74                               | Fusil d'assaut       | 5,45×39 mm                           | 1.04                     |
| KAS-74U              | AKS-74U                             | Fusil d'assaut       | 5,45×39 mm                           | 1.05                     |
| SVAL                 | AS Val                              | Fusil d'assaut       | 9x39mm                               | 1.11                     |
| M16-A2               | Colt M16A2                          | Fusil d'assaut       | 5,56x45mm                            | 1.13                     |
| LE-MAS               | FAMAS F1                            | Fusil d'assaut       | 5,56x45mm                            | 1.14                     |
| AUR-A1               | AUG-A1                              | Fusil d'assaut       | 5,56x45mm                            | 1.15                     |
| AUR-X                | AUG-A3                              | Fusil d'assaut       | 5,56x45mm                            | 1.15                     |
| Vikhr                | SR-3 Vikhr                          | Fusil d'assaut       | 9x39mm                               | 1.24                     |
| VSD                  | SVD                                 | Fusil de précision   | 7,62x54mm R                          | 1.0                      |
| VSS                  | VSS Vintorez                        | Fusil de précision   | 9x39mm                               | 1.03                     |
| Pioneer              | Steyr Scout (en)                    | Fusil de précision   | 5,56x45mm                            | 1.12                     |
| SSG 82               | SSG 02 (en)                         | Fusil de précision   | 5,45×39 mm                           | 1.19                     |
| VS-89                | SV-98                               | Fusil de précision   | 7,62x54mm R                          | 1.25                     |
| M79                  | M79                                 | Lance-grenade        | Grenade de 40 mm                     | 1.18                     |
| R12                  | Benelli M4                          | Fusil de combat      | Calibre 12                           | 1.28                     |
| RAK-37               | PM Wz 63                            | Pistolet-mitrailleur | .380 ACP                             | 1.28                     |

## Développement

### Le développement pré-alpha
Après l'énorme succès du mod DayZ, Dean Hall a annoncé sur son blog en août 2012 que DayZ commencerait à être développé comme standalone en collaboration avec Bohemia Interactive. À la tête du projet, il indiqua par la suite qu'il espérait la sortie d'une première version pour novembre 2012. Le jeu était à l'origine développé sur une branche du moteur du jeu Take On Helicopters (utilisant en partie le moteur Real Virtuality), et les axes initiaux de développement étaient les « problèmes critiques », tels que la correction de bugs et la triche.
L'un des objectifs de développement consistait également à rendre le monde plus réaliste en augmentant le nombre de bâtiments pouvant être visités. Hall a déclaré qu'il allait tester de mauvaises idées dans le jeu afin de trouver ce que les joueurs apprécient plutôt que de ne prendre aucun risque. Le jeu était prévu pour être basé sur une architecture client-serveur, similaire à celle utilisée dans de nombreux jeux en ligne massivement multijoueurs où les fonctions telles que la génération d'objets et de PNJ sont décidées sur le serveur plutôt que sur la machine du joueur (l'architecture ARMA 2 avait ces tâches effectuées sur le client). Les principaux objectifs de ce changement sont de réduire les risques de triche et d'exploits disponibles et de supprimer toutes les fonctions inutiles du moteur précédent. Il a été annoncé en novembre 2012 que le jeu serait publié via la plateforme de jeu Steam afin de rendre les mises à jour plus faciles à réaliser et de permettre aux joueurs d'utiliser le navigateur Steam en jeu.
À la suite de la sortie du jeu similaire The War Z, Hall a déclaré dans un post sur Reddit que le développement tumultueux de ce jeu concurrent l'a sérieusement fait douter au point d'envisager de quitter le projet.
DayZ a raté la date de sortie originale qui était prévue en novembre 2012. Ce retard est justifié par les développeurs par la volonté de créer un nouveau moteur spécialement dédié au titre qui sera plus tard nommé Enfusion Engine. La date de sortie a été reportée par les développeurs et un test interne fermé a débuté sur le jeu. Ces derniers annoncent par la même occasion que les tests publics n'auraient pas lieu avant que l'architecture serveur ne soit finalisée.
En juin 2013, Hall a commenté que la version alpha du jeu serait une alpha « très simple » dans lequel l'équipe de développement veut un nombre relativement faible de joueurs fournissant des rapports de bugs et des commentaires. L'objectif secondaire de la version alpha initiale est de continuer à financer le projet pour un développement ultérieur jusqu'à la version finale. Hall a déclaré qu'il s'attend à ce que la version bêta soit disponible au moins un an après celle de l'alpha. Les dernières tâches avant la sortie de version alpha concernaient les optimisations réseau via un système de « bulles réseaux » qui réduisent la charge en ne chargeant que les événements se produisant dans le voisinage du joueur. En octobre, Hall a déclaré que l'équipe était dans la dernière phase de développement et donnait son maximum pour une sortie proche de la première alpha.

### La version alpha
Après la première version, les développeurs se sont concentrés sur les performances et la stabilité des serveurs et l'ajout de fonctionnalités supplémentaires telles que les animaux et les véhicules, et améliorant les contrôles et les animations, entre autres choses.
Tout au long du développement du jeu, Hall a publié des blogues sur le développement, assisté à des conventions de jeux vidéo et mis en ligne des vidéos de jeu, permettant à la communauté de suivre les progrès du développement. La deuxième vidéo de développement a montré à l'équipe d'animation une session de capture de mouvements enregistrant de nouvelles animations, ainsi que des interviews avec l'équipe de développement et la troisième contenait une grande quantité de vidéos montrant de nouveaux vêtements et une nouvelle zone de la carte.
En février 2014, Dean Hall annonce qu'il quittera Bohemia Interactive durant l'année. Un mois plus tard, il révèle l'acquisition d'une nouvelle équipe de développement, Cauldron Studios, dont les 25 développeurs ont été ajoutés à l'équipe de DayZ.
Fin 2014, Bohemia Interactive dévoile sa feuille de route pour l'année 2015 et promet de nouvelles fonctionnalités telles que les véhicules terrestres et aériens, un nouveau système économique et de réapparition des objets, le nouveau moteur graphique, les maladies, une nouvelle IA pour les zombies, des statistiques de joueurs, un système de barricades, des animaux de compagnie, un système de construction de base, le modding, les premières versions prototypes pour consoles et envisage surtout le passage du jeu à la phase bêta pour le dernier trimestre de l'année. Finalement, seule une poignée des éléments annoncés ont été effectivement publiés en 2014 (véhicules terrestres, système de réapparition des objets, maladies...) et certains ne faisaient toujours pas partie des fonctionnalités disponibles de la version 1.0.
Conscient du retard important pris par le projet, l'éditeur publia fin 2015 un bilan de l'année et d'éléments que les joueurs pouvaient espérer pour 2016. Tandis que le retard est justifié par le portage du jeu sur le moteur Enfusion Engine, les développeurs annoncèrent une liste de nouveautés similaires à l'année précédente comprenant : le modding, la construction de base, le nouveau moteur graphique, le nouveau moteur d'animation, le nouveau moteur sonore, les animaux prédateurs, la finalisation de la carte, les animaux de compagnies, une nouvelle interface moderne pour le jeu et l'inventaire et la publication des fichiers permettant l'hébergement des serveurs. La version 0.60 publiée en juin apporta plusieurs des éléments attendus comme le moteur graphique, une mise à jour importante de la carte et une nouvelle interface utilisateur. La deuxième version majeure de l'année (0.61) apporta les animaux prédateurs (loups), le nouveau moteur sonore tiré d'ARMA III ainsi qu'une nouvelle mise à jour de la carte.
L'année 2017 fut rythmée par la sortie d'une seule mise à jour (0.62) améliorant considérablement les environnements forestiers de Chernarus ainsi que le moteur sonore et graphique. Les développeurs annoncent également un passage en phase bêta avec la prochaine version 0.63 prévue pour 2018.

### La version bêta
Après une année sans mise à jour, la version bêta 0.63 fut finalement déployée le 7 novembre 2018. Les nouveautés de cette version incluent le nouveau moteur d'animation, une amélioration des performances du jeu et des échanges réseaux, la possibilité de construire des bases, l'amélioration des véhicules, une meilleure IA pour les zombies et animaux, une amélioration générale de la carte, la possibilité d'héberger ses propres serveurs et le support du modding.
Si les nouveautés sont nombreuses, il faut noter que de nombreux éléments ont aussi été retirés du jeu. L'implémentation du nouveau moteur d'animation rendait nécessaire la refonte de toutes les animations du jeu et les développeurs ont préféré enlever plusieurs fonctionnalités plutôt de faire face à un nouveau retard. La version bêta était ainsi soustraite de nombreuses fonctionnalités (fractures, notes, pèche...) et comportait uniquement 2 véhicules et moins d'une dizaine d'armes.

### Le développement post-accès anticipé
Un mois après la sortie de la version bêta, Bohemia Interactive annonça la sortie du jeu en version finale le 13 décembre 2018. Les développeurs ont annoncé que le jeu continuera d'être mis à jour et suivi pendant 5 ans[réf. nécessaire], ce qui laisse entrevoir des mises à jour régulières jusqu'en 2023.
Le 13 février 2019, une première mise à jour de contenu est publiée. Estampillée 1.01, celle-ci vient ajouter deux nouvelles armes, une amélioration des performances serveurs, l'intégration d'un meilleur codec audio, de nouveaux indicateurs de statut, le support du TrackIR et la correction d'une cinquantaine de bugs.
La version 1.02 du 3 avril 2019 ajouta à son tour deux nouvelles armes, un véhicule, de nombreux équipements et l'amélioration de la vision du joueur durant la nuit.
La mise à jour du 15 mai 2019 (1.03) suivi le même modèle avec une nouvelle arme, un nouveau véhicule, de nouveaux équipements, la possibilité d'effectuer des coups de crosse et de faire pivoter ses objets dans l'inventaire.
La version suivante du 26 juin 2019 apporta une protection contre le « server hopping », technique qui consiste à changer régulièrement de serveur lorsque son personnage se trouve dans un point de la carte où l'on peut trouver de l'équipement rare pour remplir son inventaire rapidement. Cette méthode permet aussi de passer à travers les murs d'une base en se rendant à l'emplacement de la dite base sur un serveur vide puis en se connectant sur le serveur où la base est située. Cette protection rend complétement aléatoire le point de réapparition du joueur lorsqu'il change de serveur. Cela incite donc les joueurs à jouer systématiquement sur le même serveur pour éviter d'être téléporté aléatoirement à chaque nouvelle connexion. Cette version 1.04 embarque également 2 nouvelles armes, l'intégration d'un système de lancé d'objet (rendant donc possible l'utilisation de grenades), la possibilité de porter deux armes à feu sur le dos au détriment de l'arme de corps à corps, une amélioration du système de santé, la détérioration des chaussures selon la distance parcourue et la possibilité de trouver des sacs, vestes ou couvre-chefs sur le corps des zombies.

### La comparaison avec le mod
- Si vous ne connaissez pas le sujet, laissez ce bandeau (vous pouvez alors contacter les auteurs).
- Si vous supprimez le contenu mis en cause (vous pouvez préalablement contacter les auteurs),

argumentez précisément cette suppression dans la page de discussion
(un manque de référence n'est pas un argument ; une recherche réelle de référence doit avoir été effectuée, être formellement documentée).
Dayz Standalone reprend la majorité des caractéristiques de Dayz mod. Néanmoins du fait de la séparation avec Arma II, des fonctionnalités ont été supprimées lors de sa sortie en accès anticipé. Par exemple, les véhicules terrestres et aériens ont été supprimés. Si les premiers ont été réintégrés, ce n'est toujours pas le cas des véhicules aériens. Le jeu a également perdu son système d'humanité, et les infectés sont une source de menace un peu plus réduite. Ainsi, le standalone s'est dirigé vers un jeu de PvP (joueur contre joueur), bien que certains serveurs mettent en avant du RP (jeu de rôle) ou du PvE (joueur contre environnement). Le jeu offre par contre un niveau de personnalisation beaucoup plus poussé que le mod. Il permet également d'explorer presque tous les bâtiments, même s'il existe toujours des portes barrées.
En plus de corriger tous les bugs qui existaient dans le mod, ce jeu approfondit le côté survie, avec une meilleure gestion de la santé et des médicaments. L'impact de l'environnement sur le personnage est plus visible, avec par exemple la barbe qui pousse et les vêtements qui se salissent... Un système de « crafting » réaliste sera ajouté (ne permettant pas de créer un fusil avec des canettes vides, par exemple). La carte principale du mod DayZ a été améliorée pour l'occasion, renommée « Chernarus Plus ». Le nouveau système d'artisanat se veut réaliste et permet par exemple d'empoisonner une bouteille d'eau pour tendre un piège à un autre joueur. Le système de communication a été amélioré par rapport au mod avec l'ajout des radios pour communiquer à longue distance.
Les infectés ont reçu une IA améliorée et ne réagissent plus uniquement à la vue d'un joueur, mais aussi aux sons que celui-ci émet lorsqu'il se déplace en courant.
Un système anti-triche (couplé avec BattlEye) et anti « Server Hopper » (joueur qui change de serveur pour augmenter ses chances de trouver du matériel ou pour passer à travers les murs d'une base) efficaces sont également présents.
Les armes et voitures se dégradent avec le temps, ce qui les rend plus difficilement utilisables et doivent être réparées.
Des combats au corps à corps améliorés et des mimiques faciales ont aussi été ajoutés.
Le jeu dispose d'un système météorologique réaliste qui vient influer la visibilité du joueur ainsi que sa température corporelle.

### Caractéristiques finales projetées
Les développeurs prévoient d'implémenter des indices audio ou animation pour vous indiquer votre faim, soif, fatigue, maladie, la réintroduction d'un système de karma, et un système de gestion des fractures amélioré.[réf. nécessaire]
Ils envisagent aussi l'ajout de véhicules deux roues et aériens. La possibilité d'avoir des animaux de compagnie a aussi été évoquée.

#### Armes manquantes
Lors du passage de la version alpha à la version bêta, le jeu a changé de moteur d'animation nécessitant ainsi pour les développeurs de réanimer l'ensemble des armes qui étaient disponibles en phase alpha. Cette opération étant chronophage, les développeurs ont dû retirer du jeu une grande partie des armes en attendant de les réanimer sur le nouveau moteur.
| Nom dans la version alpha | Nom réel                    | Type     | Type de munition utilisé dans le jeu |
| ------------------------- | --------------------------- | -------- | ------------------------------------ |
| Red 9                     | Mauser C96 - Variante Red 9 | Pistolet | 9x19mm                               |
| Trumpet                   | FN Browning Trombone        | Fusil    | .22 Long Rifle                       |

### Multiplateforme
Le 21 août 2018, Bohemia Interactive annonce que le jeu va sortir en avant première sur la Xbox One via le service Xbox Game Preview le 29 août 2018.
La version Xbox One est sortie le 27 mars 2019 et le 28 mai 2019 sur la PlayStation 4.

## Date de sortie
La première version de développement disponible publiquement a été publiée le 16 décembre 2013 pendant la phase de développement alpha dans le cadre du programme Early Access de Steam à un prix inférieur à celui de la version finale. Le prix augmentera au fur et à mesure que le développement se poursuivra jusqu'à atteindre le prix de sortie complet. Cette version alpha est un accès précoce avec une grande partie des fonctionnalités encore en cours et l'équipe de développement cible la sortie d'un public qui veut être impliqué dans ce que Hall a appelé une « expérience très barebones qui est une plate-forme pour le développement futur ».
En novembre 2014, il a été annoncé que la version finale du jeu serait disponible en 2016.
Le 28 novembre 2017, un rapport de situation a révélé que DayZ ne sortirait pas d'alpha avant 2018.
Le 7 novembre 2018, le jeu quitte sa phase alpha pour passer en version bêta.
Le 13 décembre 2018, sortie de la version 1.0.

## Réception
La version alpha s'est vendue à plus de 172 500 exemplaires au cours des 24 premières heures, totalisant plus de 5 millions de dollars américains de ventes. Pendant les ventes de pointe, plus de 200 exemplaires étaient achetés par minute et après une semaine, plus de 400 000 exemplaires avaient été vendus. Le jeu a atteint un total de plus de 1 million de ventes tout en restant en tête des ventes de Steam pendant deux semaines consécutives lors de la vente d'hiver, malgré le fait qu'il ne fasse pas l'objet d'une réduction. Dans une critique alpha de DayZ, Rick Lane d'Eurogamer a commenté positivement sur les nouveaux ajouts, mais a déclaré que le jeu pourrait ne pas valoir le prix actuel jusqu'à ce que plus de fonctionnalités aient été ajoutées. D'un autre côté, Craig Pearson de PC Gamer a dit qu'il avait eu de bonnes expériences avec DayZ et que ça valait déjà le prix.
En mai 2014, le jeu s'était vendu à 2 millions d'exemplaires. En janvier 2015, le jeu s'était vendu à 3 millions d'exemplaires. En novembre 2018, le jeu s'était vendu à 4 millions d'exemplaires[réf. nécessaire].
DayZ a remporté le prix MMORPG.com[réf. nécessaire] du meilleur MMO hybride au PAX East 2013 et, en août 2013, il a été déclaré vainqueur du People's Choice Award de la gamescom 2013 de l'IGN, battant 49 autres jeux avec 15 % des votes. Lors des Golden Joystick Awards 2014, DayZ a remporté[réf. nécessaire] le prix du meilleur jeu indépendant et du meilleur jeu original. DayZ a été nommé le 52ème meilleur jeu vidéo[réf. nécessaire] PC de PCGamer en 2015.
En 2018, Bohemia Interactive annonce que le moteur graphique du jeu a changé, et promet par la voix de son responsable de la communication que « c'est à l'origine du retard de développement et du retard et non-lancement du jeu dans sa version définitive ».
La version 1.0 sortie le 13 décembre 2018 sur PC est qualifiée d'évènement [que] « les joueurs ont presque cru ne jamais voir arriver ». D'autres sites indiquent que « certaines fonctionnalités ne sont toujours pas en place et l’équipe de 80 développeurs explique avoir voulu tenir sa promesse d’une sortie pour 2018 en privilégiant la stabilité au contenu », le jeu étant en développement depuis 2013.
Un DLC payant intitulé « Livonia » est annoncé le 16 juillet 2019.